# Landhandel
Der Landhandel hat in der Landwirtschaft seinen Schwerpunkt beim Kauf und Verkauf von Agrarprodukten, Naturprodukten und Rohstoffen wie Getreide und Ölsaaten sowie die für die Agrarproduktion notwendigen Betriebsmittel. Dazu zählen beispielsweise Saatgut, Pflanzenschutzmittel, Düngemittel und Futtermittel sowie der Handel mit Landmaschinen. Der Landhandel ist Bestandteil des Agribusiness. Gemeinsam bilden sie eine Wertschöpfungskette.
Primär wird das Handelsgeschehen auf nationaler Ebene betrachtet. Bei amtlichen Statistiken, beispielsweise Ernteangaben, erfolgt die Zuordnung nach agrarischen Wirtschaftsbereichen, beispielsweise der Land- und Forstwirtschaft oder nach Handelssparten. Bezüglich grenzüberschreitendem Handel mit landwirtschaftlichen und agrarischen Gütern im EU-Binnen- bzw. Intrahandel und auf internationaler Ebene (Außenhandel), siehe Agrarhandel.
Verwendet wird für Unternehmen im Bereich des privaten oder genossenschaftlich geführten Landhandels auch der Begriff des Landwarenhandels und für den genossenschaftlich ausgerichteten Bereich der Begriff Warengenossenschaften. In der Unternehmensbezeichnung deutscher Handelsunternehmen findet sich sowohl Landhandel als auch Agrarhandel, in der sprachlichen Übersetzung (Engl., Franz. etc.) ist der Begriff Agrarhandel üblich.

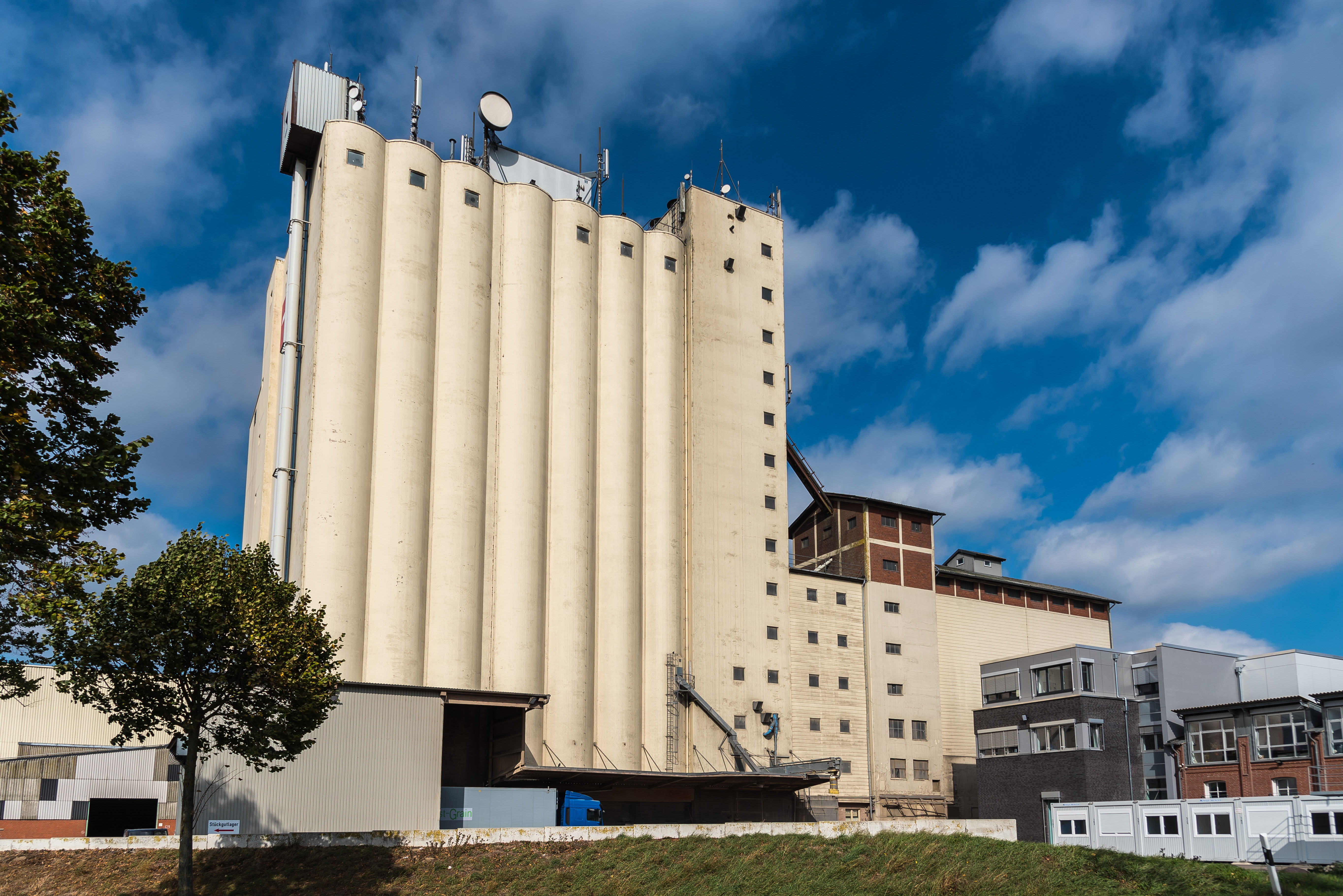
Silo der Firma ATR-Landhandel in Ratzeburg

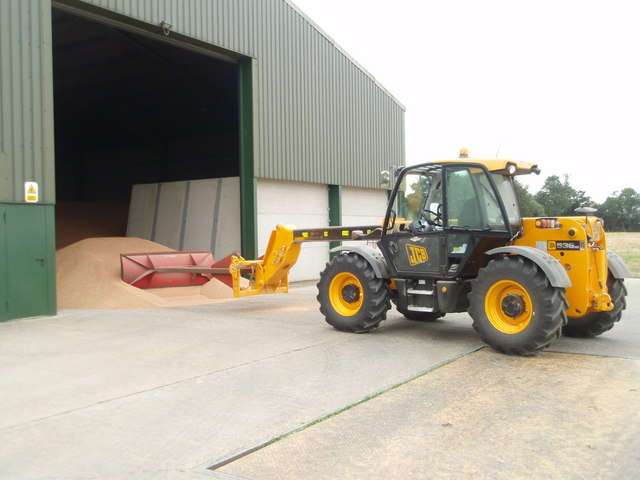
Getreidelager eines Landhandelunternehmens

## Funktion

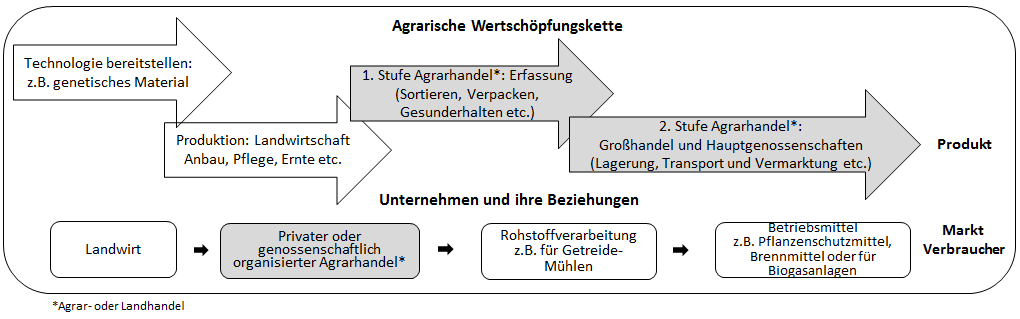
Wertschöpfungskette Agrarhandel

Bindeglied in der agrarischen Wertschöpfungskette
Der Landhandel ist ein Bindeglied innerhalb der agrarischen Wertschöpfungskette: Einerseits zwischen Herstellern von Agrar-Betriebsmitteln und andererseits zwischen Landwirtschaft und Unternehmen der verarbeitenden Industrie, beispielsweise Mühlen und Großhandel. Das Landhandelsgeschäft insgesamt ist durch die Unterscheidung zwischen Groß- und Einzelhandel zweistufig angelegt. Landhandelsunternehmen haben i. d. R. engen Bezug zur Landwirtschaft.
Die erste Stufe umfasst primär den privaten Erfassungshandel bzw. die Primärstufe der Genossenschaften. Unternehmen die der ersten Stufe in der Wertschöpfung zugerechnet werden, stehen als direkte Ansprechpartner für die Landwirtschaft mit diesen auch in enger Verbindung. Unternehmen der zweiten Stufe stehen eher nicht in direkten Kontakt mit den Kunden und betätigen sich als Großhändler oder zentralen Einkauf. Die ehemals deutliche Trennung dieser beiden Stufen ist zunehmend aber nicht mehr immer gegeben, da sowohl genossenschaftliche als auch private Großhandelsunternehmen der zweiten Stufen heute zunehmend auch direkt mit der Landwirtschaft in Geschäftsbeziehungen stehen.
Gleicht zeitliche, räumliche, qualitative und qualitative Ungleichgewichte aus
Landhandelsunternehmen gleichen Ungleichgewichte aus, die räumlich, zeitlich, qualitativ und quantitativ zwischen der Produktion landwirtschaftlicher Erzeugnisse und deren Verarbeitung bzw. Konsum entstehen. Der Landhandel erfüllt eine Doppelfunktion. Diese Doppelfunktion entwickelte sich insbesondere im 19. Jahrhundert. Er fungiert für den Landwirt als Aufkäufer seiner Erzeugnisse und stellt sie entsprechend aufbereitet der aufnehmenden Industrie, zeitgerecht und am entsprechenden Ort, zur Verfügung. Auf der anderen Seite ist der Landwirt Abnehmer von Betriebsmitteln. Hier sorgt der Landhandel dafür, dass angepasst an die Bedürfnisse des landwirtschaftlichen Betriebes, die entsprechenden Produkte sowohl hinsichtlich Zeit, Raum und Qualität bereitstehen.
Der Landhandel spielt auch eine wichtige Rolle in Bezug auf die Qualitätssicherung der Lebens- und Futtermittelproduktion. Er hat Eigenkontrollsysteme zur Qualitätssicherung entwickelt und etabliert wie beispielsweise das 1999 eingeführte europäische Getreidemonitoring oder die Richtlinien zur Qualitätssicherung der Produktionsabläufe (GMP).
Risikoabsicherung
Neben seiner Position als Absatzmittler und Lieferant für Betriebsmittel hat der Landhandel Finanzierungsfunktionen. Dadurch trägt der Landhandel im Vergleich zu anderen Handelsbranchen ein größeres finanzielle Risiko. Landhandelsunternehmen bieten den Abschluss von Vorkontrakten an. Damit sichert sich der Landwirt beispielsweise für sein Getreide bereits vor der Aussaat eine Abnahmegarantie und den Auszahlungspreis, damit fungiert der Landhandel auch in Form einer Risikoabsicherung.
Den rechtlichen Rahmen für die Handelsbeziehungen zwischen Landhandel und Landwirt bilden i. d. R. die Einheitsbedingungen im Deutschen Getreidehandel.
Monitoring
Monitoring im Landhandel ist eine Form der Qualitätssicherung für die gehandelten Produkte. Sie formulieren Standards bezüglich Hygiene und Sicherheit durch bestimmte Anforderungen an Transport, Aufnahme, Lagerhaltung und Rückverfolgbarkeit. Grundlage bilden zum einen gesetzliche Verordnungen wie beispielsweise die „EU-Verordnung über Qualitätsregelungen für Agrarerzeugnisse und Lebensmittel“ als auch durch Unternehmen selber eingeführte Kontrollsysteme. Beispielsweise wie die im Verband Deutscher Mühlen (VDM) zusammengeschlossenen Unternehmen. Diese haben sich auf den „Leitfaden zur Produkt- und Verfahrenssicherheit für Mühlen“ verständigt. Der VDM hat auch das Europäische Getreide-Monitoring (EGM) als ein Kontrollsystem zum Auffinden unerwünschter Stoffe im Getreide eingeführt. Daran beteiligen sich sowohl Mühlenbetriebe als auch der Landhandelsunternehmen.
Ferner gibt es auch die Richtlinien zur Qualitätssicherung der Produktionsabläufe (GMP) oder der Europäische Kodex der guten Handelspraxis (GTP), den Coceral der europäische Dachverband des Handels mit Getreide, Futtermittel und anderen Agrarprodukten erarbeitet hat. Das GTP-Sicherheitskonzept gilt für die gesamte europäische Handels- und Logistik-Kette der Lebens- und Futtermittelbranche.
Beratung
Landhandelsunternehmen beraten in der Anwendung von Betriebsmitteln, wie beispielsweise Pflanzenschutzmitteln nach den Grundsätzen für die Durchführung der guten fachlichen Praxis. Beratungsfunktion übernimmt der Landhandel auch in Bezug auf den Einsatz und die Verwendung von Dünge- und Futtermittel
Laut einer Umfrage der Kleffmann Group kaufen nur rund 11 % der Landwirte in Deutschland ihr Futter direkt vom Hersteller.

## Strukturen
In Deutschland existieren sowohl inhabergeführte als auch genossenschaftliche Landhandelsunternehmen. Im Jahr 2010 existierten 504 (1952: 10.788) genossenschaftliche und 675 (1950: 6.640) private Landhandelsunternehmen. Zu den Großhandelsunternehmen im Agrarbereich zählen beispielsweise die BayWa AG und die Agravis Raiffeisen AG. In Deutschland existieren fünf Hauptgenossenschaften (Stand 2016).
Die Interessen der Unternehmen vertreten Verbände. Der private Landhandel ist im Bundesverband der Agrargewerblichen Wirtschaft (BVA) organisiert, darüber hinaus zum Teil im Verein der Getreidehändler der Hamburger Börse e. V. (VdG) und in Süddeutschland im Verband der Agrargewerblichen Wirtschaft (VdAW) sowie in Ostdeutschland in den Agroserviceverbänden. Das sind Nachfolgeorganisationen der Agrochemischen Zentren zur Zeit der DDR. Genossenschaftlich organisierte Landhandelsunternehmen vertritt der Deutsche Raiffeisenverband (DRV).
Die Anzahl von Landhandelsunternehmen in den Ländern der EU ist sehr unterschiedlich. Im Bereich Pflanzenschutz beispielsweise gibt es in Dänemark Einkaufsgruppen aus Genossenschaften und kleineren Landhandelsunternehmen. In Italien gibt es über 5000 Unternehmen ohne Vertriebsstrukturen auf nationaler Ebene. „Frankreich, Griechenland, Spanien und Portugal verfügen ebenfalls über sehr fragmentierte Vertriebssysteme. Österreich, Finnland, Norwegen und Schweden weisen sehr konzentrierte Systeme auf, während Belgien, Deutschland, Irland, die Niederlande und Großbritannien etwa in der Mitte liegen.“

### Arbeitsbereiche

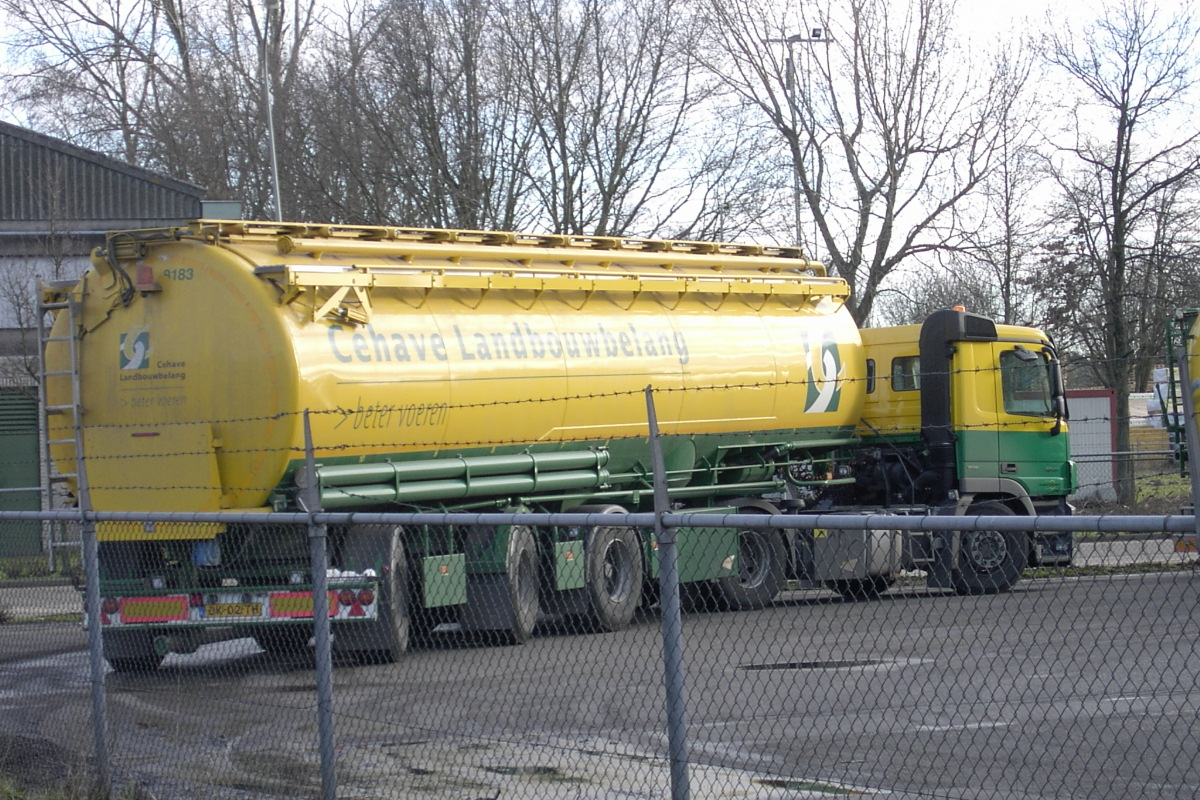
Mit Silo-LKWs liefert der Landhandel beispielsweise Mischfutter an Landwirte

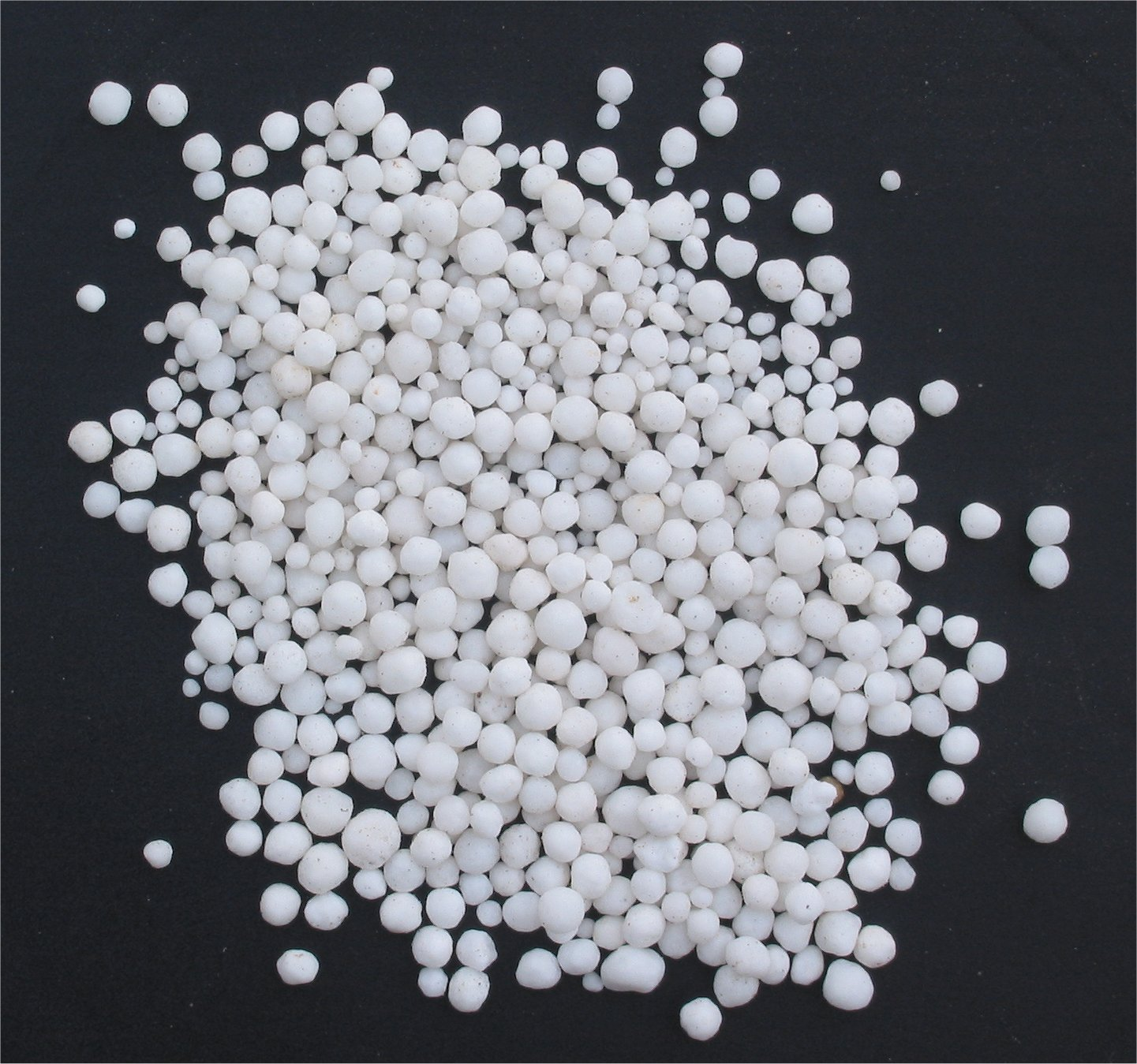
Kalkammonsalpeter ist ein häufig gehandelter Mineraldünger.

Verschiedene Sparten im Bereich der Erfassung und Vermarktung sind beispielsweise
Getreide und Ölsaaten
Im Bereich der Betriebsmittel für die Landwirtschaft
Futtermittel, dazu zählen auch Futter-Ergänzer (Mineralstoffe, Salze), Düngemittel, Pflanzenschutzmittel und Saatgut
Weitere Produktbereiche sind beispielsweise
Brennstoffe wie Heizöl, Kohlebriketts und Holzpellets, Baustoffe, Produkte für den Betriebsbedarf wie Stallreinigungs- & Desinfektionsmittel, Folien, Silierhilfsmittel und Segmente im Garten- und Heimtierbedarf.

### Arbeitsprozesse
Zwischen der Landwirtschaft als vorgelagerte Stufe, dem Landhandel als Zwischenstufe und der verarbeitenden Industrie als nachgelagerte Stufe gibt es wie oben beschrieben eine historisch gewachsene Arbeitsteilung zum Zweck der Qualitätssicherung und für einen effektiven Mengenausgleich bei der Umverteilung der Waren. Dadurch erhalten die Abnehmer, beispielsweise die Mühlen oder Mischfutterwerke das Angebot qualitativ einheitlicher Mengen. Der Landhandel verfügt über entsprechende Lager- und Transporteinrichtungen sowie Maschinen und bündelt im Sinne eines Aufkaufgroßhandel die Produkte der Landwirte.
Lagerung von Agrarprodukten
Durch Lagern von Getreide- und Ölsaaten stellen Landhandelsunternehmen den Landwirten mit Tierhaltung entsprechend aufbereitetes Getreide teilweise das ganze Jahr über zur Verfügung. Oft verfügen die Unternehmen daher über Siloanlagen und Lagerhallen, Vorrichtungen zum Brechen, Quetschen oder Mahlen des Getreides oder auch über Mischanlagen, um Mineralfutter oder Proteinergänzer aufzubereiten.
Bei der Getreideeinlagerung ist es wichtig, dass keine Mängel im Hinblick auf undichte Stellen und Sauberkeit vorhanden sind. Auch braucht es eine funktioniere Fördertechnik. Das Lager muss frei von Mäusen, Ratten oder sonstigen Schädlingen sein, damit es nicht zu Kotverunreinigungen kommt. Bei der Lagerung spielen sowohl Temperatur als auch Feuchtegehalt eine große Rolle. Verwendet werden dafür Trocknungsanlagen, Kühlgeräte und Thermometer.
Qualitätssicherung
Um die Sicherheit der Qualität bei den gehandelten agrarischen Produkten wie Getreide und Ölsaaten zu sichern, welche die Unternehmen des Landhandels in Silos oder entsprechenden Hallen einlagern, messen Mitarbeiter entsprechend den Gehalt von Feuchtigkeit und Eiweiß oder Fallzahl und führen Test zur Schnellbestimmung von Mykotoxinen (Pilz) durch. Hinzu kommt beispielsweise im Getreide und Ölsaaten die Reduktion von Unkrautsamen, Stroh oder Schmacht- und pilzbehaftete Körner. Körnermais erfordert beispielsweise das Trocknen der erntefrischen Ware um rund 15–20 Prozentpunkte.
Transport, Distribution und Logistik
Um den Handel mit landwirtschaftlichen Produkten und Betriebsmitteln zu gewährleisten, gehören zu Unternehmen des Landhandels Aufgaben im Bereich Transport, Logistik und Distribution. Dafür besitzen Landhandelsunternehmen eigene Fuhrparks mit entsprechenden Transport- und Ladungssystemen oder arbeiten mit spezialisierten Unternehmen zusammen. Sie beliefern sowohl Landwirte als auch die weiterverarbeitende Nahrungs- und Futtermittelhersteller.
Im Düngemittelbereich stellt der Landhandel beispielsweise bedarfsgerecht entsprechende Partien loser Ware zur Verfügung, die der Landwirt direkt mit seinem Düngerstreuer abholen kann. Bei Produkten wie Flüssigdünger sind die Mindestanliefermengen der Hersteller mit 25 Tonnen nicht selten deutlich größer als der Bedarf eines einzelnen Landwirts. Kali wird in Deutschland beispielsweise oft über den Bahnweg transportiert. Der Landhandel sorgt für eine zügige Entladung des Güterzuges, das auch außerhalb der Düngesaison. Bei Düngern bietet der Landhandel u. a. auch eine Vermietung von Streuern an.
Feldversuche
Im Bereich Pflanzenschutz unterhalten einige Landhandelsunternehmen Versuchsfelder um Kenntnisse über nützliche Pflanzenschutzstrategien zu gewinnen und diese auch praktisch aufzuzeigen. Neben der Vermarktung von originalverpackten Pflanzenschutzmitteln verkauft der Handel auch einzelne Produkte aus Paketlösungen und berät den Landwirt in Bezug auf die Anwendung, im Sinne der guten fachlichen Praxis.
Saatguthandel
Saatgut von Mais, Getreide und Raps wird in Deutschland als Betriebsmittel für Landwirte unter anderem auch von Landhandelsunternehmen zur Verfügung gestellt. Landhandelsunternehmen stellen das Saatgut entweder selbst in Zusammenarbeit mit Landwirten her und treten dann als sogenannte Vermehrungsorganisations-Firmen (VO-Firmen) auf oder beziehen das fertig verpackte Saatgut von anderen VO-Firmen. VO-Firmen sind ein Bindeglied zwischen Züchtung und landwirtschaftlicher Praxis.
Das Bundessortenamt weist je Kultur um die 800 verschiedene Sorten aus. Diese unterscheiden sich in Reifezeit, Resistenzen und anderen Merkmalen. Im Bereich der Saatgutvermehrung gibt es in Deutschland beispielsweise für den Bereich Getreide mehrere hundert Saatgutvermehrer. Daher brauchen die meisten Landwirte keinen eigenen Nachbau zu betreiben und sind somit auch unabhängiger in der Auswahl.
Gartenfachmarkt
Aus der Versorgung der landwirtschaftlichen Betriebe in den 1960er Jahren entwickelte sich als zusätzliches Segment auch ein Endverbrauchergeschäft mit Gartenartikeln und Heimtierfutter. Diese Gartenfachmärkte sind auch bekannt unter der Bezeichnung Grünes Warenhaus.

### Handelsvolumen
Das Handelsvolumen der in Deutschland existierenden sowohl inhaber- als auch genossenschaftlich geführten Landhandelsunternehmen orientiert sich auf der einen Seite an den Erntemengen und spiegelt sich auf der anderen Seite im Bezugsgeschäft am Bedarf von Produkten wie beispielsweise zur Pflanzenernährung oder Mittel zum Pflanzenschutz.
Erntemengen ausgewählter Anbaukulturen in Deutschland im Zeitvergleich
| Kultur                                 | 2014     | 2015     | 2016     |
| -------------------------------------- | -------- | -------- | -------- |
| Getreide zur Körnergewinnung insgesamt | 52 010,4 | 48 866,8 | 45 259,6 |
| Winterraps                             | 6 241,7  | 5 007,6  | 4 611,7  |

Vergleich Erntemenge Getreide zur Körnergewinnung (einschließlich Saatguterzeugung) der Länder mit den größten Erntemengen innerhalb der EU-28 (Erntemenge 1000t)
| Land                   | 2014       | 2015       | 2016       |
| ---------------------- | ---------- | ---------- | ---------- |
| EU (28 Länder)         | 332.593,47 | 316.768,03 | -          |
| Deutschland            | 52.048,20  | 48.917,70  | -          |
| Frankreich             | 72.714,92  | 72.633,16  | 54.391,39  |
| Italien                | 19.412,82  | 17.553,10  | 18.073,65  |
| Polen                  | 31.945,40  | 28.002,70  | 30.110,00e |
| Rumänien               | 22.070,74  | 19.286,24  | 19.930,89  |
| Vereinigtes Königreich | 24.525,00p | 24.735,00  | 21.965,00e |

(p=geschätzt / e=vorläufig)
Mehr als 20 % der gesamten EU-Weizenernte geht jedes Jahr in den Export, importiert werden hingegen große Mengen an Ölsaaten, Futtermitteln und Reis. In Bezug auf erzeugte Menge und Anbaufläche ist Weizen mit Abstand das beliebteste Getreide in der EU und entspricht rund der Hälfte des Getreides. Die anderen 50 % entfallen auf gut ein Drittel Mais und ein Drittel Gerste, hinzu kommen in kleineren Mengen angebaute Getreidearten wie Triticale, Roggen, Hafer und Dinkel." Fast zwei Drittel des EU-Getreides geht in die Tierfutterverarbeitung, für den menschlichen Verzehr werden rund ein Drittel verbraucht. Knapp 3 % werden für Biokraftstoffe benutzt.
Etwa 2/3 der jährlich in der EU verbrauchten Ölsaaten werden in der EU erzeugt, doch etwa die Hälfte des jährlich als Tierfutter verwendeten Ölsaatenschrots wird importiert.
Die Mischfutterherstellung in Deutschland lag 2015 bei 23,4 Millionen Tonnen. Der überwiegende Teil davon, wird vom Landhandel vermarktet und transportiert. Die EU führt jährlich etwa 22 Millionen Tonnen Sojaschrot ein. Diese werden teils über Mischfutterwerke verarbeitet, teils direkt von Landhändlern an Landwirte ausgeliefert.
Der Inlandsabsatz von Pflanzenschutzwirkstoffen lag 2015 bei 34 752 t. Hersteller und Vertreiber von Pflanzenschutzmitteln sind gemäß § 64 des Pflanzenschutzgesetzes verpflichtet, dem Bundesamt für Verbraucherschutz und Lebensmittelsicherheit (BVL) jährlich die Mengen der Pflanzenschutzmittel und darin enthaltenen Wirkstoffe zu melden, die in Deutschland abgegeben oder ausgeführt wurden.
Im Bereich Düngemittel lag der Jahresumsatz 2015 bei insgesamt knapp 3,3 Milliarden Euro. Der Absatz von Mineraldüngern schwankt je nach Preisniveau der landwirtschaftlichen Endprodukte (Getreide, Obst) zwischen zwei und knapp vier Milliarden Euro. „Innerhalb von Deutschland hat der Absatz von Mineraldüngern in der Saison 2014/15 (Juli – Juni) im Vergleich zum Vorjahr leicht zugenommen. Der Stickstoffabsatz legte um 8,8 Prozent auf 1,82 Millionen Tonnen Stickstoff (N) zu. Der tatsächliche Stickstoffverbrauch in der Landwirtschaft wird allerdings deutlich niedriger eingeschätzt. Im Juni 2015 wurden noch überdurchschnittlich hohe Mengen an Stickstoffdünger verkauft, die aber überwiegend im laufenden Düngejahr 2015/16 verbraucht wurden. Der Phosphatabsatz stieg um 17 000 Tonnen auf 301 000 Tonnen P2O5, was einem Plus von 6,1 Prozent entspricht. Der Absatz von Kali blieb mit einem leichten Plus von 0,6 Prozent stabil und betrug insgesamt 460 000 Tonnen K2O. Der Absatz von Kalkdüngern ging um 4 Prozent zurück und lag bei 2,76 Millionen Tonnen CaO.“

### Strukturwandel

#### Konzentrationsprozesse
Die Unternehmensentwicklung sowohl bei den privaten als auch den genossenschaftlich geführten Landhandelsunternehmen, prägen Konzentrationsprozessen. Während die Größe der Unternehmen wächst, so sinkt durch das Zusammenschließen von kleinen und mittelständischen Unternehmen die Gesamtanzahl der Unternehmen. Beispielsweise ist die Anzahl der genossenschaftlich organisierten Landhandelsunternehmen in der Region Nord/West von 44 Unternehmen im Jahr 2011 durch Zusammenschlüsse auf 37 im Jahr 2016 zurückgegangen.
Der Strukturwandel innerhalb des Landhandels setzte in der Nachkriegszeit ein. So reduzierte sich beispielsweise in Bayern und Schleswig-Holstein die Zahl der privaten und genossenschaftlichen Landhandelsunternehmen im Jahr 1980 auf die Hälfte beziehungsweise um ein Drittel gegenüber den 1950er Jahren Demgegenüber stiegen die durchschnittlichen Umsätze der weiterhin am Markt existierenden Handelsunternehmen und die in der gesamten Branche. Darüber hinaus nimmt die traditionelle Bindung zwischen Landhandel und Landwirtschaft ab. Beispielsweise wird die Entscheidung für einen Handelspartner heute oft allein über den Preis getroffen. Das erhöht den Druck in Bezug auf die Betriebskosten für den gesamten Landhandel. Auch führt die Ausweitung von regionalen Ein- und Verkaufskooperationen zwischen Landwirten zu einer weiteren Konzentration auf der Nachfrageseite, wodurch der Wettbewerb und die Tendenz zur Oligopolisierung im Landhandelsbereich zunehmen. Die Organisationsform der Landhandelsunternehmen beeinflusst das Management. Durch den zunehmenden Wettbewerbsdrucks und das Größenwachstums der Unternehmen gehen die Unterschiede zwischen privatem und genossenschaftlichen Landhandelsunternehmen aber zunehmend verloren.
Die Konzentrationsprozesse in der Landwirtschaft und der zunehmende Fortschritt im Sektor der Informationstechnologie (IT) führen andauernd zu Veränderungen innerhalb der Wertschöpfungskette. Größere landwirtschaftliche Unternehmen treten vermehrt über Direktgeschäfte mit der verarbeitenden Industrie in Kontakt. Infolgedessen verändert der Landhandel sein Leistungsangebot.
Die Entwicklung prägt wie oben angegeben eine zunehmende Wettbewerbsintensität unter den Landhandelsunternehmen. Dazu zählt eine stärkere strategische Ausrichtung der Handelsunternehmen zwischen Diversifikation und Konzentration, E-Commerce und professionellem Markenaufbau. Das fördert sowohl bei den inhaber- als auch bei den genossenschaftlich geführten Handelsunternehmen beispielsweise den Ausbau des Handelsmarketing und der Öffentlichkeitsarbeit.

#### Digitalisierung
Die neuen Informationstechnologien betreffen den Landhandel auf vielen Ebenen. Beispielsweise beeinflusst die fortschreitende Digitalisierung in der Landwirtschaft auch den Landhandel. Beispielsweise in Bezug auf die Höhe der Informations- und Transaktionskosten oder bezüglich einer größeren Markttransparenz. Für den Landwirt vereinfacht die Entwicklung der Landtechnik die Produktionsprozesse. Das betrifft beispielsweise die Berechnung für den Einkauf von Saatgut oder Düngemitteln. Die Vernetzung von Maschinen im Pflanzenbau mithilfe von Serviceplattformen bietet neue Möglichkeiten der Interaktion zwischen Handel und Landwirtschaft. Das stellt Landhandelsbetriebe unter anderem vor die Aufgabe, ihre Funktion zwischen Hersteller und Kunde weiterzuentwickeln.

## Geschichte
Der Handel mit Agrargütern entwickelte sich mit dem Übergang des Menschen als Nomaden lebende Jäger und Sammler hin zur Sesshaftigkeit. Dieser ist gekoppelt an die Bewirtschaftung landwirtschaftlicher Flächen und Tierhaltung zwecks Herstellung, Verarbeitung und Vorratshaltung von Nahrungsmitteln. Der Handel ist eng gekoppelt an die Entwicklung der Arbeitsteilung.

### Ur- und Frühzeit
In der frühen Menschheitsgeschichte gehörte das, was Menschen jagten, fischten und sammelten der Gruppe und diente der Selbstversorgung. Mit der Sesshaftigkeit des Menschen vor rund 17.000 Jahren entwickelten sich mit der Zeit erste Formen von Agrargesellschaften mit Ackerbau und Viehzucht. Damit kam es zur Produktion von Überschüssen, beispielsweise bei Getreide oder Fleisch. Der Überschuss an Grundnahrungsmitteln ermöglichte die Mitversorgung von Menschen, die sich im Gegenzug auf die Herstellung von Werkzeug, Kleidung oder Schmuck spezialisierten. Sie tauschten beispielsweise Getreide gegen Fleisch, Werkzeuge gegen Felle, Kupfer gegen Steingut. Der Tauschhandel förderte die Arbeitsteilung. Es kam zu hoher Bedeutung von Agrarischem Gut, bzw. Gütern, wie Getreide und Vieh. Sie dienten auch als Zwischentauschmittel und hatten eine Geldfunktion im Sinne von Naturalgeld. Landwirtschaftliche Güter wurden mehrheitlich innerhalb ihres Erzeugungsgebietes verbraucht.

### Mittelalter bis heute
Aufgrund der Nürnberger Korngesetzgebung war freier Getreidehandel von 1352 bis in das 18. Jahrhundert hinein verboten.

#### Vorkriegszeit
Während der Getreidehandel im vorindustriellen Deutschland vom Handel noch zumeist in Form des Kommissionsgeschäftes betrieben wurde, entwickelte sich daraus mit der Zeit zunehmend ein Eigengeschäft. Mit der wachsenden überregionalen Bedeutung des Getreidehandels verloren die örtlichen „Schrannen“ an Bedeutung und der zentrale Marktplatz bekam verstärkt Zulauf. Durch diese Entwicklung entstanden die ersten Produktenbörsen oder auch Warenbörsen. Neben dem Absatzgeschäft gewann jetzt auch das Bezugsgeschäft insbesondere mit Futter- und Düngemitteln an Bedeutung.
Die Geschäftsbeziehungen führten oft zu Auseinandersetzungen, insbesondere dann, wenn die Lieferung nicht der vereinbarten Qualität entsprach. Das festigte die Rolle des Landhandels als zwischengelagerte Stufe. Beispielsweise kauften die Mühlen aufgrund wiederkehrender Konflikte im Direktgeschäft mit den Landwirten dann über Landhandelsunternehmen. Damit kam der Landhandel zunehmend in die Rolle, Risiken für die nachgelagerten Wertschöpfungsstufen auszugleichen. Daraus entwickelten sich auch enge Beziehungen zwischen Landhandelsbetrieben und Landwirten. Landhandelsunternehmen gaben beispielsweise auch Kontokorrentkredite und erledigten sämtliche Bank- und Geldgeschäfte für den Landwirt.
1847 wurde von Friedrich Wilhelm Raiffeisen der erste genossenschaftliche Landhandel gegründet. Neben dem inhabergeführten Landhandel in Form einzeln agierender Unternehmer, bildeten sich so nach dem Wegfall des Flurzwangs und der Bauernbefreiung Genossenschaften. Friedrich Wilhelm Raiffeisen gründete für die Landwirte die ersten ländlichen Warengenossenschaften als „Wohltätigkeitsvereine“. Das unterstütze unter anderem den Einkauf von Saatgut, die Gewährung von Darlehen oder die kaufmännische Betriebsberatung der damals oftmals kaufmännisch unwissenden Landwirte. Ursprünglich gab es nur das Geschäft Geld gegen Ware. Die Handelsunternehmen schrieben den Bauern den Gegenwert der Ware verzinst gut. Aus einigen Landhandelsbetrieben entwickelten sich Banken, wie beispielsweise die Raiffeisenbanken.
Die Hyperinflation in den 1920er-Jahren, politische und wirtschaftliche Lage sorgten für Instabilitäten und infolgedessen zu starken Preisschwankungen auf den Getreidemärkten. Bis 1934 kam es daher zu einem Einbruch insbesondere bei den inhabergeführten Landhandelsunternehmen. Die Mitgliederzahlen des Vereins der Getreidehändler an der Hamburger Börse zeigen zwischen 1928 und 1934 einen Rückgang von 448 auf 277.
Der Erste Weltkrieg mit Versorgungsengpässen der Bevölkerung bei landwirtschaftlichen Produkten, führte in den zwanziger Jahren zu einer gesetzlich begründeten zentralen Verwaltung von Nahrungs- und Futtermitteln. Während der Zeit des Nationalsozialismus wurde eine Universalorganisation, der Reichsnährstand, geschaffen. In ihm wurden die Landwirte, die landwirtschaftlichen Genossenschaften und der Landhandel zusammengefasst. Dadurch kam der freie Handel zum Erliegen. Der Reichsnährstand wurde nach dem Zweiten Weltkrieg wieder aufgelöst.
Den Produktionsmittelbedarf der Landwirte deckten in der DDR, während der Zeit des geteilten Deutschlands, die Agrochemischen Zentren ab.

#### Nachkriegszeit
Während auf der einen Seite der Strukturwandel innerhalb des Landhandels in der Nachkriegszeit einsetzte und sich in Bayern und Schleswig-Holstein beispielsweise die Zahl der privaten und genossenschaftlichen Landhandelsunternehmen im Jahr 1980 auf die Hälfte beziehungsweise ein Drittel gegenüber den 1950er Jahren reduzierte, stiegen auf der anderen Seite die durchschnittlichen Umsätze der weiterhin am Markt existierenden Handelsunternehmen und die in der gesamten Branche.
Die Stagnation im Branchenwachstum in den 1980er Jahren begleitet ein zunehmender Wettbewerb. Darüber hinaus nimmt die traditionelle Bindung zwischen Landhandel und Landwirtschaft ab. Ein Merkmal ist beispielsweise, dass die Entscheidung für einen Handelspartner heute oft allein über den Preis getroffen wird. Das erhöht den Druck in Bezug auf die Betriebskosten für den gesamten Landhandel. Auch führt die Ausweitung von regionalen Ein- und Verkaufskooperationen zwischen Landwirten zu einer weiteren Konzentration auf der Nachfrageseite, wodurch der Wettbewerb und die Tendenz zur Oligopolisierung im Landhandelsbereich zunimmt.